# Sedevacantismo

O brasão da Sede vacante, usado oficialmente pela Santa Sé nos períodos entre a morte ou renúncia de um Papa e a eleição de seu sucessor.

Sedevacantismo é uma posição teológica dentro do catolicismo tradicionalista que defende que a Santa Sé está vaga e que o Papa é, na realidade, um impostor. O termo "sedevacantismo" é derivado da frase em latim sede vacante, que significa literalmente "cadeira vaga", sendo a cadeira em questão a cátedra de um bispo. A utilização da frase em um contexto contemporâneo geralmente diz respeito à vacância da Santa Sé nos períodos entre a morte ou a renúncia de um Papa e a eleição de seu legítimo sucessor. Para os sedevacantistas, a Igreja Católica, há anos, não tem um Papa para a governar e guiar, vivendo, portanto, em um estado permanente de sede vacante.
Geralmente, os sedevacantistas são católicos tradicionalistas que rejeitam as transformações vividas pela Igreja Católica desde o Concílio Vaticano II, considerando que o Papa Pio XII, morto em 1958, foi o último pontífice romano conhecido. Alguns grupos aceitam a legitimidade de seu sucessor, o Papa João XXIII, mas rejeitam Paulo VI e seus sucessores como apóstatas. Outros, ainda, embora permaneçam críticos severos dos pontífices recentes, reconhecem a legitimidade e a autoridade de todos até Bento XVI, rejeitando, contudo, o seu sucessor Papa Francisco, o qual teria perdido ipso facto a autoridade pontifícia ao ser o primeiro Papa a cair publicamente em heresia formal.
Entretanto, nem todos os tradicionalistas, críticos do Concílio Vaticano II e dos papas recentes, são sedevacantistas, mesmo em relação ao mais recente Papa, Francisco. Um exemplo notório é a Fraternidade Sacerdotal São Pio X.
Não há nenhum relato de bispos do século XX adeptos da posição Sedevacante antes do fim do Concílio Vaticano II, tendo todos eles aceitado os Papas conciliares por um certo período.

## Posições

### Origem
O sedevacantismo deve suas origens à rejeição das mudanças teológicas e disciplinares implementadas após o Concílio Vaticano II (1962-1965). Os sedevacantistas rejeitam este Concílio, com base em sua interpretação de seus documentos sobre ecumenismo e liberdade religiosa, entre outros, que consideram contradizendo os ensinamentos tradicionais da Igreja Católica e negando a missão única do catolicismo como a única religião verdadeira, fora dos quais não há salvação. Eles também dizem que novas normas disciplinares, como a Missa de Paulo VI, promulgada em 3 de abril de 1969, minam ou entram em conflito com a fé católica histórica e são consideradas blasfemas, enquanto os ensinamentos pós-Vaticano II, particularmente aqueles relacionados ao ecumenismo, são rotulados heresias. Eles concluem, com base em sua rejeição do rito da missa revisado e do ensino pós-conciliar da Igreja como falsos, e que os papas envolvidos também são falsos. Mesmo entre os católicos tradicionalistas, esta é uma questão bastante divisiva.
Católicos tradicionalistas que não sejam sedevacantistas reconhecem como legítima a linha de papas que leva e inclui o Papa Francisco. Os sedevacantistas, no entanto, afirmam que o infalível Magistério da Igreja Católica não poderia ter decretado as mudanças feitas em nome do Concílio Vaticano II e concluem que aqueles que emitiram essas mudanças não poderiam estar agindo com a autoridade da Igreja Católica. Assim, eles sustentam que o Papa João XXIII e seus sucessores deixaram a verdadeira Igreja Católica e, assim, perderam a autoridade legítima na Igreja. Um herege formal, dizem eles, não pode ser o papa católico.

### Justificativa
Embora os argumentos dos sedevacantistas muitas vezes dependam de sua interpretação do modernismo como uma heresia, isso também é debatido.

### Posições dentro do sedevacantismo

#### Sobre o clero, a missa e os sacramentos
Alguns sedevacantistas aceitam as consagrações e ordenações de bispos e padres sedevacantistas, e a oferta de missas e a administração de sacramentos pelos ditos bispos e padres, como lícitas por causa da epikea, ou seja, "a interpretação da mente e da vontade daquele que fez a lei". Neste caso, as leis eclesiásticas (por exemplo, proibição de consagrações de bispos sem mandato papal; proibição de administração de sacramentos sem autorização eclesiástica) são interpretadas para cessar quando segui-las fosse impossível, prejudicial ou irracional, ou significasse transgredindo as leis divinas (por exemplo, a Igreja deve ter bispos e padres; os católicos devem assistir à missa e receber os sacramentos), e por causa de um precedente histórico para consagrar bispos católicos durante uma longa vacância da Santa Sé.

#### Na liturgia
Outra questão que divide os sedevacantistas é se é permitido ir às missas "una cum" (Missas latinas tradicionais onde o nome da pessoa considerada pelos católicos tradicionais como Papa é falado no Cânone Romano, especificamente na oração "Te igitur", onde o padre diz "una cum famulo tuo Papa nostro N." ["junto com Teu Servo N., nosso Papa"]). Essas missas "una cum" são oferecidas pelos sacerdotes da Fraternidade Sacerdotal de São Pedro. Alguns argumentam que é, ou pode ser, permitido, enquanto outros argumentam que não é permitido, e que tais missas são ilícitas e proibidas aos católicos.

#### Relação com o Sedeprivacionismo
Uma parcela considerável de sedevacantistas afirma a Tese de Cassiciacum do teólogo dominicano Dom Michel-Louis Guérard des Lauriers como sendo uma posição válida, que afirma que João XXIII e seus sucessores são papas materialiter sed non formaliter, ou seja, "materialmente, mas não formalmente ," e que os papas pós-Vaticano II se tornarão papas se retratarem suas heresias.

#### Conclavistas
Oriundos do sedevacantismo, existem os que tiveram a sua alternativa própria: elegeram e reconheceram um dos seus como o verdadeiro e legítimo Papa. Devido ao facto de eles afirmarem que a Santa Sé é dirigida pelo seu candidato, eles não são sedevacantistas em sentido estrito, por isso são chamados de "conclavistas". No entanto, o termo "sedevacantista" é também frequentemente aplicado a eles, porque eles rejeitam a atual sucessão papal aceita pela Igreja Católica, pelas mesmas razões do que os sedevacantistas.

#### Filósofos
A maioria dos sedevacantistas creem que os papas recentes não foram/são católicos verdadeiros, portanto, papas legítimos, em virtude de, alegadamente, terem abraçado a heresia do modernismo e negado ou contrariado dogmas católicos já definidos infalivelmente pelo Magistério da Igreja Católica ou pela própria Revelação bíblica, sendo por definição irreformáveis.
Segundo o místico Frithjof Schuon:
"A Igreja existe todavia, e necessariamente, mas ela não está mais em Roma; o Vaticano está tomado por uma força de ocupação estrangeira. Esta força de ocupação é o que se chama de modernismo: desde o século XIX, e mesmo antes, o racionalismo e o cientificismo influenciaram os católicos, já imbuídos de civilizacionismo progressista, como quase todos os ocidentais."— Frithjof Schuon

Esses erros da mentalidade dominante do século XIX deram origem, no interior do Catolicismo, a este movimento que chamamos de “modernismo”. Esta ideologia fora magistralmente analisada e definida por Pio IX, depois por Pio X; este último erigiu um muro protetor contra o modernismo ao introduzir o ‘’juramento anti-modernista’’, e ele não temeu proceder a numerosas suspensões e excomunhões. Os papas seguintes, até Pio XII inclusive, lembraram mais de uma vez as definições e condenações proclamadas por Pio IX e Pio X; mas eles infelizmente se contentaram com isso e em geral evitaram tomar medidas punitivas. Com a morte de Pio XII, os modernistas partiram para o assalto; o fato de que Pio XII, para evitar escândalos, tivesse evitado excomungar Roncalli, Montini  e outros, iria ter consequências. Roncalli afinal foi eleito, ele mesmo já um notório modernista, permitindo finalmente que os modernistas tomassem de assalto
Ademais, segundo o autor britânico William Stoddart, o concílio Vaticano Segundo foi uma "revolução palaciana" imposta à força sobre os fieis, que não foram consultados sobre as mudanças revolucionárias e anti-tradicionais em curso:
"Esta revolução palaciana foi imposta por seis falsos monarcas: iniciada por Roncalli João XXIII, foi concluída por Montini Paulo VI, e a seguir continuada por Luciani João Paulo I, Woytila João Paulo II, Ratzinger Bento XVI e Bergoglio Francisco. Os fieis foram roubados de seu bem mais precioso, sua religião, que é a chave para a condução de suas vidas e para sua salvação."— William Stoddart